# Joep Bertrams
Joep Bertrams (Roermond, 7 maart 1946) is een Nederlands politiek tekenaar die onder andere werkt voor weekblad De Groene, dagblad Het Parool en de televisierubriek NOVA.
Bertrams studeerde aanvankelijk voor onderwijzer en daarna aan de Koninklijke Academie voor Beeldende Kunsten in Den Haag, van 1967 tot 1972. Al tijdens zijn studie kluste hij bij door illustraties te maken voor een aantal vakbondsbladen.
Hij gaf een aantal jaren les aan een middelbare school in Breda, later in Hoofddorp. Hij werkte als illustrator voor verschillende jeugdbladen als Taptoe, Okki en Ezelsoor. Het eerste boek dat hij illustreerde was De Allersterkste (1977) van Karel Eykman. De boeken van onder anderen Eykman, Veronica Hazelhoff, Imme Dros, Henri van Daele en Wiel Kusters werden regelmatig door hem geïllustreerd, en in 1992 werkte hij samen met Ted van Lieshout aan het samenleesboek en toneelstuk Wat drink je? O, pies!
Tot 1989 was hij voornamelijk actief als kinderboekillustrator. Voor deze illustraties kreeg hij in 1986 een Zilveren Penseel - voor Salamanders vangen van Wiel Kusters. In 1989 werd hij wederom bekroond met deze prijs. Johan Edelgans heette het boek, met 40 prenten.
(Uit het Haarlems Dagblad, 21 juni 2007:) ‘Dit boek bevat het wonderlijke avontuur van een jongen die het verhaal letterlijk in duikt. Als hij bij de kassa een kaartje heeft gekocht, springt hij van het balkon en komt in een surrealistische wereld terecht, vol absurde en herkenbare ingevingen, plus vreemde passanten zoals Henri W., die zegt wolken te verkopen waar je met je hoofd in kunt lopen. Een reis vol visuele vondsten en grappen, met dank aan Escher.’
Het was een opmerkelijk boek omdat het wat surrealistische tekeningen waren, tamelijk ongebruikelijk voor een kinderboek. Ook voor volwassenen was dit daarom een aantrekkelijk boek.
Naast zijn werk als illustrator maakte hij animaties en ontwierp hij poppen en decors voor het theater en voor televisieprogramma’s als Oren van je Kop.
In 1982 begon hij bij Het Parool tekeningen te maken voor de kinderrubriek Goochem. Bertrams (in Het Parool van 12 oktober 2001): ‘Dat was een soort Jeugdjournaal. Het nieuws werd op een speelse manier gebracht. Ik illustreerde ook serietjes, een column over Japan kan ik me herinneren.’ In 1988 werd de pagina opgeheven en Bertrams werd door hoofdredacteur Sytze van der Zee gevraagd politiek tekenaar te worden bij de krant. Het begon met drie illustraties per week. Later werden dat er vijf en uiteindelijk tekende hij zelfs zes tekeningen per week. Zijn Parool-prenten worden regelmatig overgenomen door kranten in het buitenland (bijvoorbeeld de Herald Tribune, The New York Times, Newsweek, Le Monde en de Süddeutsche Zeitung, en zelfs op webmagazine Slate staan zijn tekeningen. Tussen 1991 en 2001 verscheen zijn werk in het Duitse weekblad Die Zeit.
In 2001 ontving hij de Ton Smitspenning van de Nederlandse Cartoonistenvereniging De Tulp voor zijn gehele oeuvre. Tienduizenden internetgebruikers maakten in de tijd na het winnen van de prijs gebruik van de mogelijkheid zijn werk op Parool.nl te bekijken.
In 2004 startte Bertrams met een serie geanimeerde cartoons voor het actualiteitenprogramma NOVA. Aanvankelijk was dat dagelijks, later alleen op de vrijdagavond.
In 2006 kreeg hij de Inktspotprijs voor de beste politieke spotprent van 2005, een tekening die de aanloop naar het referendum over de Europese grondwet illustreerde. Tevens won hij de prijsvraag ‘Oogstjaar 2006’ van het kabinet-Balkenende II, georganiseerd door de Kunstcommissie Nieuwspoort.
In 2006 werd een tentoonstelling over zijn (voornamelijk op Duitse onderwerpen toegesneden) werk in het Haus der Niederlande in Münster getoond. Van mei tot september van dat jaar was er tevens een tentoonstelling van zijn werk in het Persmuseum. ‘Oud Zeer’ was de titel van deze tentoonstelling. Naar aanleiding van de tentoonstelling verscheen er een bundeling van zijn politieke prenten onder de gelijknamige titel Oud Zeer. Onderwerpen waren vooral post-9/11-items en verwikkelingen rond de kabinetten Balkenende I, II en III. Met de bundel kwam ook een dvd uit, met een groot aantal van de animaties die hij voor NOVA maakte.
In november 2007 kwam Meer Zeer uit, met een selectie van zijn tekeningen en animaties van dat jaar.
In 2015 won hij de Inktspotprijs 2015 voor de beste politieke spotprent, zijn cartoon 'Onsterfelijk', die hij maakte na de bloedige aanslag op de redactie van het satirische blad Charlie Hebdo in Parijs. De prent van Bertrams toonde een bebloede redacteur van Charlie Hebdo die is onthoofd door een moslimterrorist maar desondanks nog steeds zijn tong naar de bebaarde man uitsteekt. 'Een krachtig en indrukwekkend statement,' oordeelde de jury. 'Mooi en vakkundig uitgevoerd. Uiteindelijk overwint het vrije woord. Of beter nog in dit geval: het vrije potlood.' In 2017 werd zijn tekening Alleen verder over het vertrek van Eberhard van der Laan vertaald naar een muurschildering in De Pijp. 
Bertrams is als docent verbonden aan de Academie voor Beeldende Kunst in Enschede.